# Sanguéhi
 (novembre 2021).

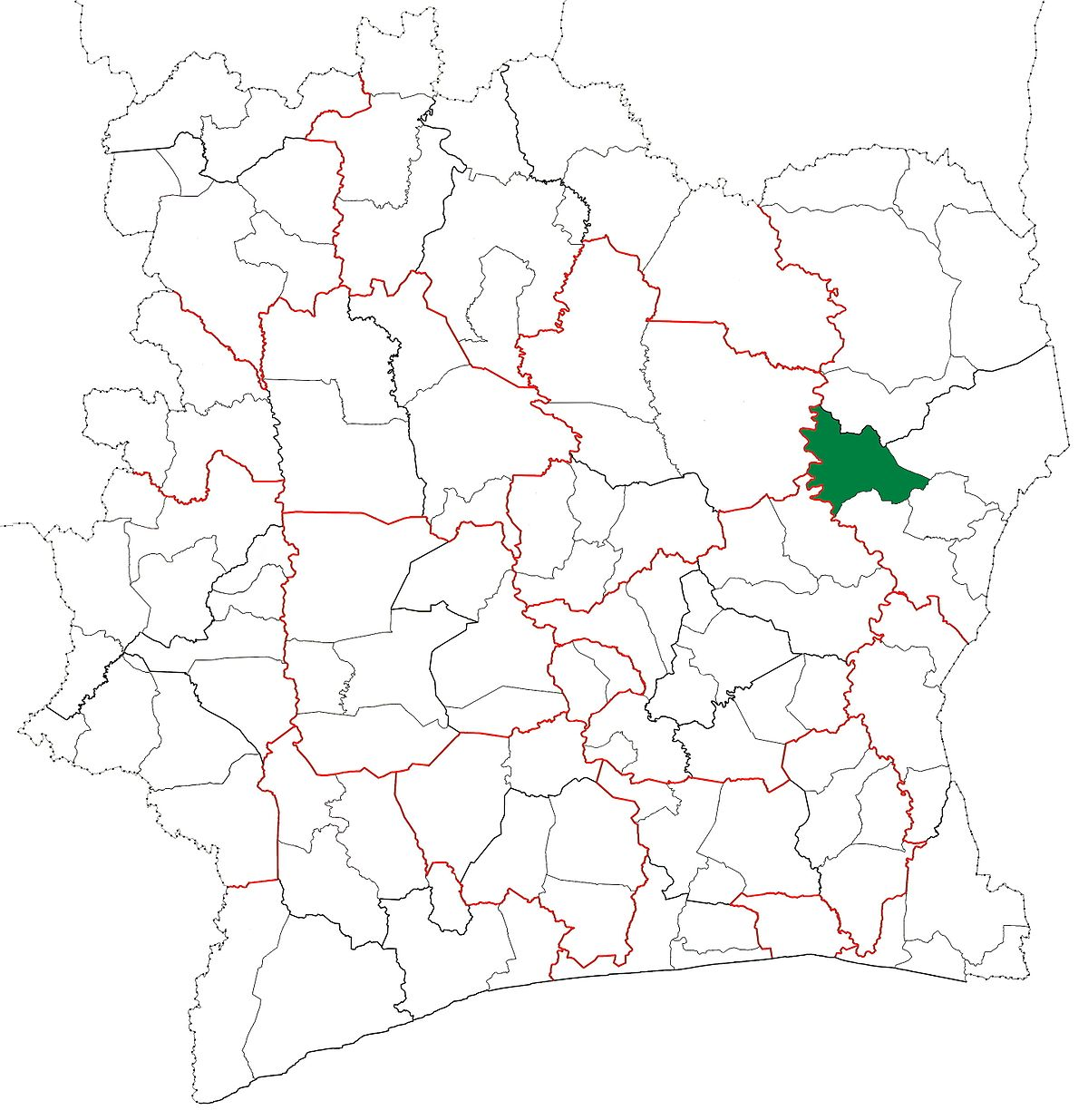
Le département de Sandégué où se situe le village.

Sanguéhi est un village du nord-est de la Côte d'Ivoire, situé dans le département de Sandégué, dans la région du Gontougo, dans le district du Zanzan. C'est le chef-lieu du canton Barabo.

## Démographie
En 2014, la population du village de Sanguéhi est de 1 605 habitants.